# Xiuladora menuda
La xiuladora menuda (Colluricincla megarhyncha) és un ocell de la família dels paquicefàlids (Pachycephalidae).

## Hàbitat i distribució
Habita boscos, sotabosc i manglars de les terres baixes a Nova Guinea i illes properes. Costa nord-oriental d'Austràlia des del nord-est de Queensland cap al sud fins al nord-est de Nova Gal·les del Sud. Nord-est d'Austràlia Occidental i nord del Territori del Nord.